# Alexander Borissowitsch Borezki
Alexander Borissowitsch Borezki (russisch Александр Борисович Борецкий; * 1911; † 1982) war ein sowjetischer Architekt.

## Leben
Während des Studiums arbeitete Borezki bei Wjatscheslaw Konstantinowitsch Oltarschewski an der Planung der Anlage für die Allunionslandwirtschaftsausstellung mit. Nach dem Studium begann er seine Berufsarbeit 1938 bei Leonid Michailowitsch Poljakow im Baubüro des Palasts der Sowjets, wo er  die Innengestaltung des Foyers und Bankettsaals projektierte. Später entwickelte er im Baubüro des Mossowjets zusammen mit Poljakow und Jewgeni Nikolajewitsch Stamo das Wettbewerbsprojekt für das Kombinat Iswestija am Kiewer Bahnhof (1940).

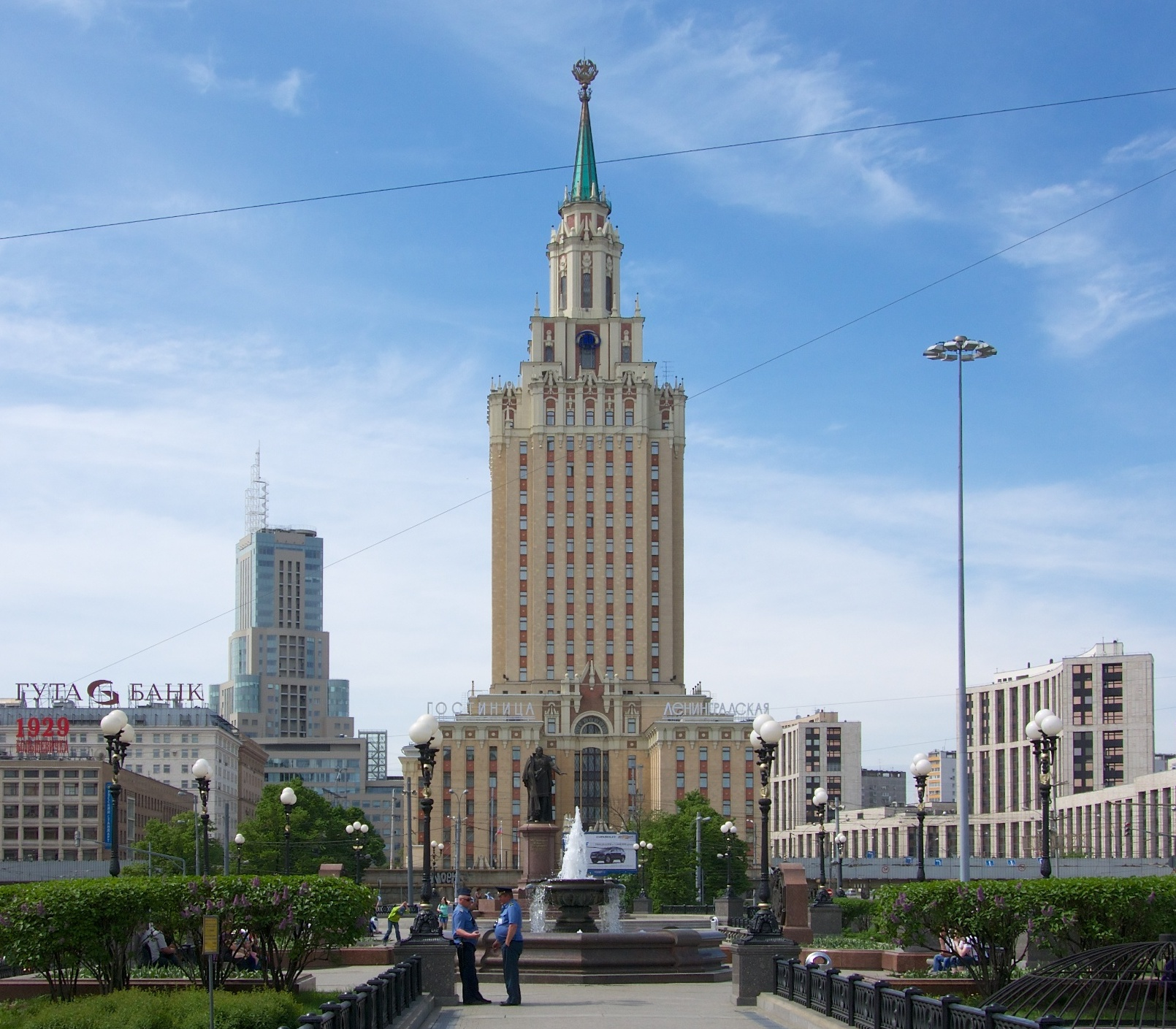
Hotel Leningradskaja, Moskau

Während des Deutsch-Sowjetischen Krieges diente Borezki in der Roten Armee. Nach der Demobilisierung 1946 kehrte er nach Moskau zurück und arbeitete in Poljakows Baubüro. Er erstellte eine Serie von Projekten für Wohnhäuser im Donbas, in Sibirien und Fernost, die dann auch zur Ausführung angenommen wurden. 1949–1954 baute er mit Poljakow das Hotel Leningradskaja in Moskau. Sie erhielten dafür 1949 den Stalinpreis, der ihnen von Chruschtschow aberkannt wurde, weil er diese Architektur für zu unangemessen und teuer hielt. Für das Haus des Handwerks auf der Allunionslandwirtschaftsausstellung baute er 1954 zusammen mit Jewgeni Abramowitsch Rosenblum und dem Künstler Grigori Iwanowitsch Opryschko den Pavillon der Feinbäckerhauptverwaltung. Für den zweiten Wettbewerb für den Bau des Palasts der Sowjets 1957–1958 entwickelte er zusammen mit Arkadi Jakowlewitsch Langman ein Projekt für den Bau des Palasts der Sowjets auf den Leninbergen. 1966–1977 erstellte er zusammen mit Igor Jewgenjewitsch Roschin und anderen den zweiten sechsstöckigen Bauabschnitt des  Hotels Moskwa.